# Charaxes amaurus
Charaxes amaurus är en fjärilsart som beskrevs av Edward Bagnall Poulton 1929. Charaxes amaurus ingår i släktet Charaxes och familjen praktfjärilar. Inga underarter finns listade i Catalogue of Life.